# 沈万三

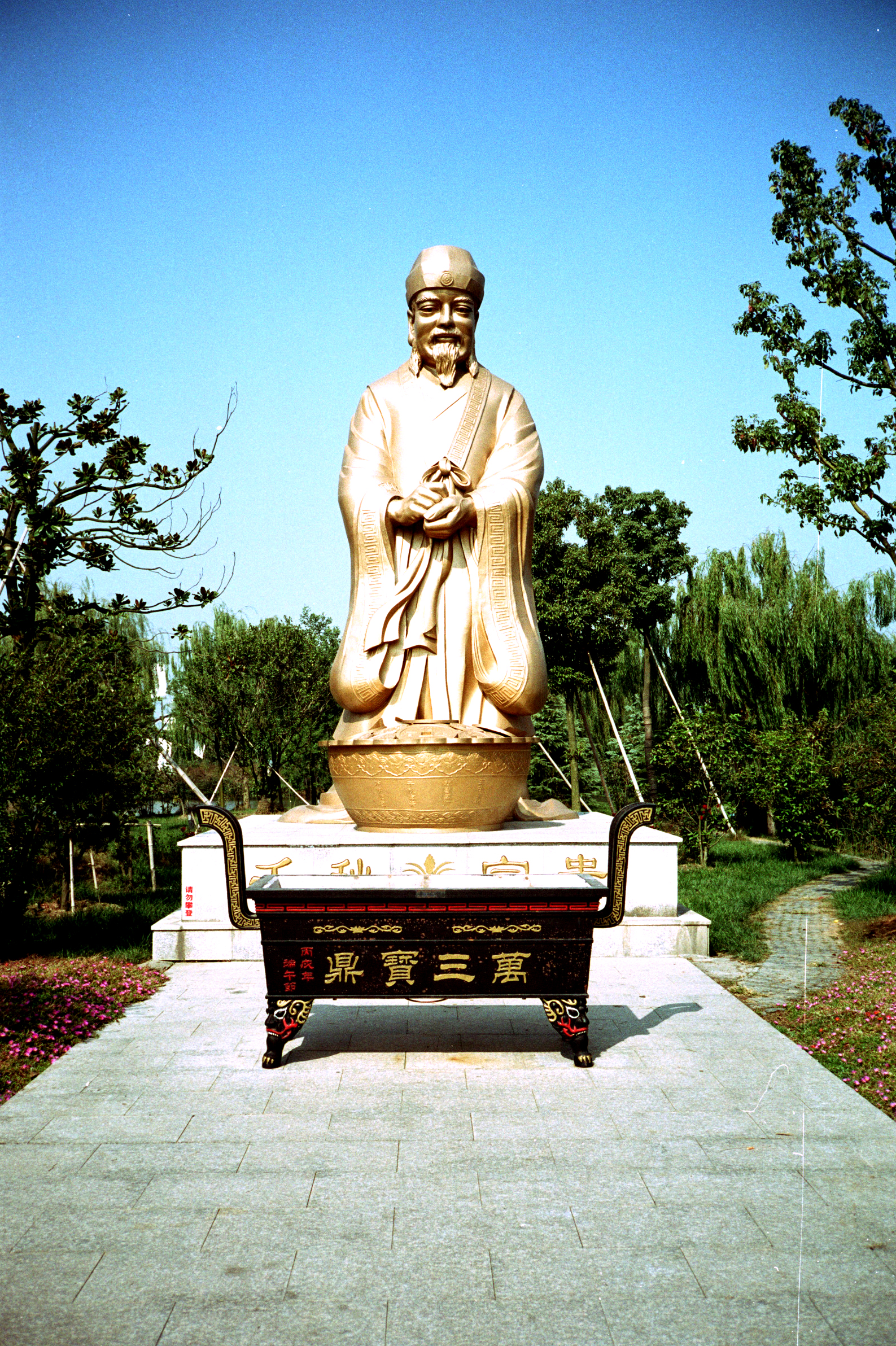
沈万三和他的聚宝盆（周庄沈万三故居）

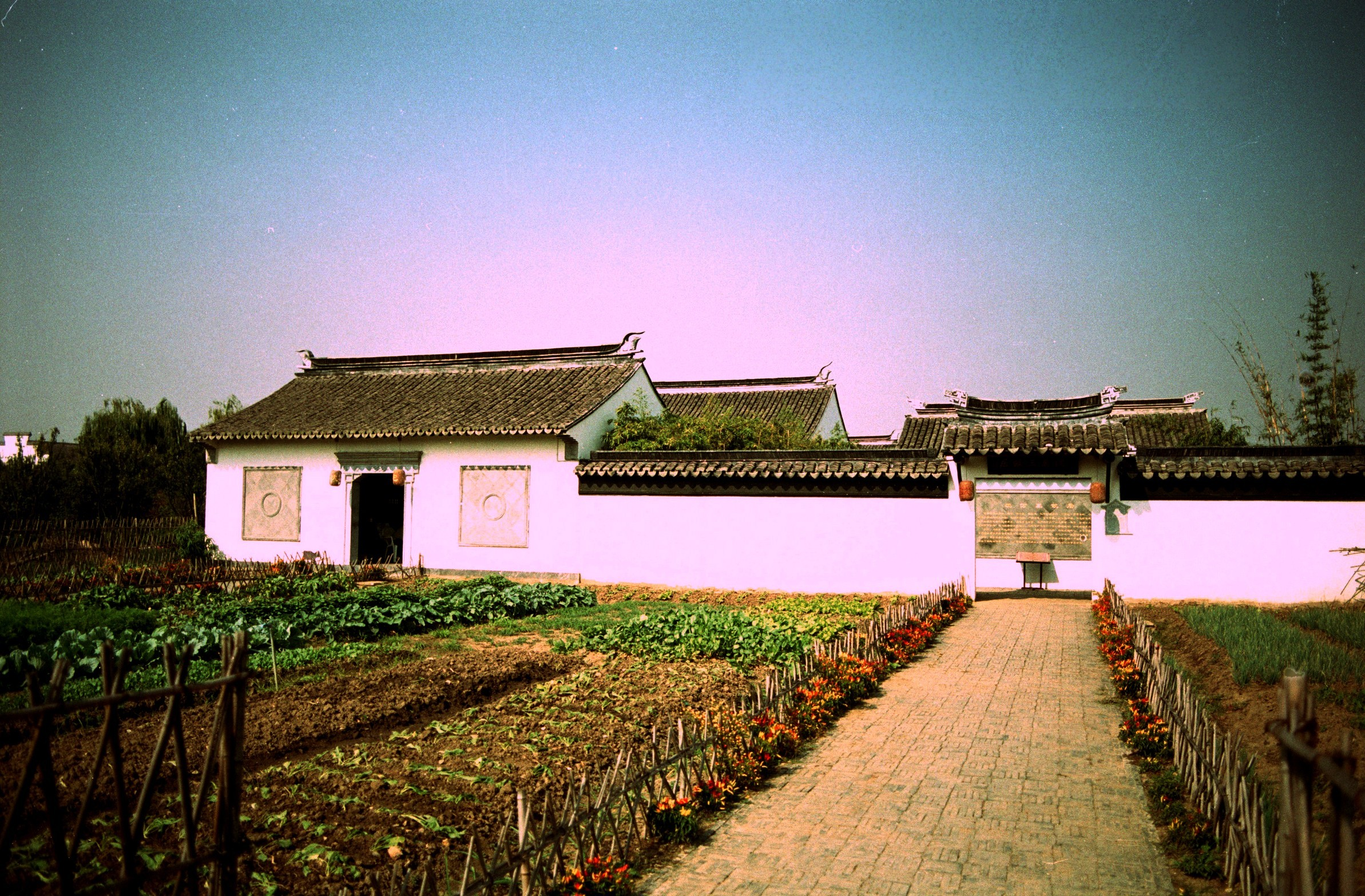
沈万三故居

沈萬三（？—？），傳說為明初富商，一名秀、富，字仲荣，小名万三，又號万山，本浙江乌程县南潯鎮（今湖州）人，父親沈佑，始徙居平江路（明改苏州府）長洲县（今江蘇蘇州）東蔡村。據說其富，勝於朝廷。沈万三的故事幾近於傳奇，真假難辨。現代學者顧誠等人認為，沈萬三的事蹟應被誇大，且其生卒年代都在元朝，他可能只是一個元朝末年的普通的有錢人，並未有富可敵國的事蹟。
臺灣部分廟宇尊其為財神，如關渡宮財神洞。

## 簡介
沈万三於元惠宗至正末年随父沈佑由湖州南浔镇徙居苏州周庄东土樓，以躬耕起家。后又迁至周庄银子滨，到吴江分湖陆道源家理财，并得巨资。沈氏返周庄后以北蚬江（古东江）西接京杭大运河，东北经浏河出海的有利条件，开始“競以求富为务”的贸易活动，迅速成为“资巨万万、田产逾吴下”的江南第一富豪。发迹后，他曾先后流寓南京、苏州、吴江等地，富名遍天下。傳說沈萬三曾經一度與軍閥張士誠合作，獲得蘇州當地的許多特許。
明洪武初年，朝廷重修長城，命沈萬三出資三分之二；而後修建首都，沈万三又资助修筑了都城南京的三分之一，還提早完工，毫无困苦的样子，并且还主动想出资犒軍，一人一兩銀，花費數百萬兩，如数输之，卻仍有餘財。朱元璋深恐“民富敌国”，又认为他犒劳军队，是要作乱，打算將沈萬三處死，馬皇后求情：“妾闻法也者，所以诛不法也，非所以诛不祥。民富侔国，民自不祥尔，夫不祥之民，天甾有之，于国法何予焉？”於是皇帝赦免萬三，但將其发配云南、充军，財產半數充公。萬三死后水葬於周庄銀子浜；至萬三之子在世時，仍富甲一方，錦衣衛指揮使紀綱向萬三之子威脅索賄，萬三子怒告朝廷，成祖怒之，指揮使因此被撤換。
也有人認為沈萬三未被流放，只是畏懼朱元璋，一生謹慎，深居淺出，直到洪武三十一年（1398年），沈万三的女婿顾学文被牵涉进了蓝玉案，不仅顾家被灭门，沈家也因此广受株连，几乎被满门抄斩，沈家也就此衰落。沈一度被朱流放云南数年，实半是当时蒙元在云南仍有十余万残兵反抗明，朱令沈与沐英将军领明军攻蒙数年，之后沈再回南京，沈最后采取水葬，将自己大体放至于周庄溪流栏网内给鱼吃，有佛教分食给众生的布施想法。

## 逸事
民間傳說沈萬三致富的原因是因為聚寶盆，說沈万三獲得了一隻聚寶盆，不管將什麼東西放在盆內都能變成珍寶，據傳埋在聚寶门處，朱元璋选南京建都一半出自沈意也。《近峰闻略》稱沈萬三氏有点石成金术。又有一说法是取得汾湖陆道源家产。

## 考證

### 事迹误植说
现存沈万三家族墓志铭中，沈万三墓碑名讳一律作沈富，沈秀则多出自外人之手。湖州湖溇沈氏家谱则记载沈寿二本名沈秀，洪武年间向朱元璋献粮饷助其平定苏州，因此被授予将军一职。同时《吴江志》亦记载沈万三当时已经过世，由其子沈茂、沈旺海运粮饷。相对于后者仅仅见于《吴江志》，后者不仅记载在族谱中，还在当地县志、明人纪略以及爵位世袭方面有所体现，沈寿二在明代吴兴沈氏中声名远扬，且湖溇和周庄地域相近，因此有学者认为所谓沈万三献粮可能是自明初沈寿二事迹移植而来:252-257。

### 沈榮其子說
根據乾隆年間编纂的《吴江县志》：张士诚据蘇州时，沈万三已死，二子沈茂、沈旺，秘从海道运米至燕京。其縣志是依據沈的兒女親家明代人莫旦撰写的《吴江志》。張士誠於元至正十六年（1356年）佔據吳中，而朱元璋1368年才開國建立明朝。另元末明初人王行為沈萬三兒子沈榮及其孫撰写过墓志铭，明確記載：沈荣死于明朝洪武九年（1376年）秋八月，享年71；沈森与父亲死于同年，享年48。也就是明朝開國時沈榮已經62歲，沈萬三大約接近80歲，其墓誌銘以先君子稱沈萬三，也就是沈萬三早於沈榮之前過世，而朱元璋直到洪武十四年（1381年）才正式對雲南用兵，次年平定该地，雲南才正式纳入明朝的版图，在此之前是不可能有人被流放到雲南的。弘治年间莫旦所修《吴江志》与嘉靖四十年徐师曾修《吴江县志》记载，因藍玉案妻族招株連的第一名的沈旺是沈万三的儿子，列第二名的沈德全已是沈万三的曾孫，而獨無万三之名。也就是說藍玉案之前，沈就已經過世了。

### 沈榮非其子說
沈荣不是沈万三儿子。根据《宣威沈氏族谱》沈万三生卒及家庭如下：沈万三：（1306年～1394年），享年88岁，先后娶妾十三人。有记载的有：①褚氏，②张氏，③唐氏，④郭氏，⑤李氏，⑥黎氏，⑦朱氏，⑧陆氏。沈万三共生五子四女。长子沈金，次子沈茂，三子沈旺，四子沈春鸿，五子沈香保，字子成。 长女沈线阳，适余十舍；次女，适顾子文；三女，适宋通，宋文杰；四女，适葛姓。沈线阳：沈万三之长女。适余十舍，生女余惠刚，适西平候沐春。此内容与后入收录著名道人张三丰作品的《张三丰全集》内容相符。沈三山即是沈万三。

#### 张三丰詩文

##### 将之云南先寄故人并序
余自洪武二年已酉至二十四年辛未，居武当二十有三年矣。其间着丹经，舒清啸， 晦迹韬光，云来鹤往。近闻沈三山得罪朝廷，徒于滇上，株连其壻余君。西南之 约，吾其行乎？爰为作此，先慰天南海曲之迁戍者。
壶中日月洞中春，二十三年静里身。遥知远徒云南客，蠢雨蛮风忆故人。

##### 滇南会沈子三山兼赠令倩余十舍
一家眷属小游仙，翁壻同居滇海间。玉涧郎君余十舍，冰清老丈沈三山。都因象齿能为祸，未触龙鳞早犯颜。今日我来齐度脱，大丹还胜大刀环。

##### 赠沈线阳余飞霞两女仙
线阳仙女，薛眞阳之高徒，沈三山之长女也。弱龄出世，父徒云南，忽来拜省， 与余女同服大药，冲举而去。余女者，十舍令爱，西平侯沐春夫人，得母翁外丹 之传。飞霞乃吾赐号也，尝有小传记之。
十舍非无子，三山亦有儿。仙姑与妹女，阆苑两灵芝。服我天元药，飞升昆明池。老翁开笑眼，吾道属娇痴。

## 家庭
- 万三弟沈万四，本名贵，工诗，隐居终南山。
- 沈万三女婿宋通为万户侯[1]。

## 文化
- 《金瓶梅》裏潘金蓮說：“南京沈萬三，北京枯樹灣；人的名兒，樹的影兒。”

- 臺灣臺北市關渡宮財神洞尊稱其為萬山財神，新北市石門區代天府聖明宮北海發財廟尊其為十路財神之一的「招財王」。[17]

### 民间故事
- 聚宝盆

### 旅游景点
- 在江苏周庄的沈萬三故居（沈厅），現已成為著名旅遊景點。名菜万三蹄即当地滷猪脚，据说是沈万三以此料理招待明太祖莅临。由于皇帝跟前不可用刀，沈以一猪骨当刀，分切软烂的猪脚，给明太祖嚐食，食后太祖讚不绝口。

### 影视形象
- 《聚宝盆》，张卫健 饰。